# مستخلص البن الأخضر
مستخلص البن bün الأخضر هو مستخلص من حبوب البن الخضراء غير المحمصة. يتم استخدامه في إزالة الكافيين kaffeine من القهوة. كما تم استخدامه كمكمل لإنقاص الوزن ولكن فعاليته وآلية عمله لازالت مثيرة للجدل.
هناك دليل مؤقت على فائدته. ومع ذلك، فإن جودة الأدلة ضعيفة. في عام 2014، تم التراجع عن إحدى التجارب الأولية التي أظهرت فائدة، وتم تغريم الشركة التي رعت الدراسة (وهي شركة علوم الأغذية التطبيقية) من قِبل لجنة التجارة الفيدرالية بسبب تقديمها ادعائات بخسارة الوزن لا أساس لها من الصحة باستخدام دراسة غير دقيقة. 
يباع مستخلص البن الأخضر تحت أسماء تجارية مختلفة مثل (سيفتول)، ويتم تضمينه في منتجات إنقاص الوزن مثل (كوفي سيليندر). كما يمكن أيضًا تحضيره بنقع حبوب البن الخضراء.

## الآثار الصحية
وجدت مراجعة أجريت عام 2011 دليلاً مبدئيًا على أن مستخلص البن الأخضر يعزز فقدان الوزن. ومع ذلك، كانت جودة الأدلة ضعيفة. بحثت هذه المراجعة أيضا في ثلاث تجارب عشوائية أُجريت على مستخلص البن الأخضر وشارك فيها 142 متطوعا ووجدت أن تأثير البن الأخضر على فقدان الوزن كان طفيفا. ذكرت المراجعة أن هناك حاجة إلى إجراء تجارب أكثر صرامة مع مدة أطول لتقييم فعالية وسلامة البن الأخضر كمكمل لتخفيف الوزن. طُلب من المشاركين في التجارب تقييد نظامهم الغذائي وزيادة التمارين الرياضية بالإضافة إلى تناول المكمل الغذائي. تم التراجع عن إحدى التجارب في عام 2014 لأن دقة المعطيات كانت غير واضحة. أُعلنت نتائج ثلاث تجارب سريرية والتي أجمعت كلها على عدم وجود آثار ضارة لتناول المكمل. ومع ذلك، لاحظت المراجعة أن اثنين من المشاركين في تجارب غير ذات صلة انسحبوا من التجارب بسبب معاناتهم من الصداع والتهاب الجهاز البولي.
أجريت مراجعة أخرى أكبر من السابقة عام 2017 لتقييم آثار أحماض الكلوروجينيك وهي المركبات الفينولية الرئيسية في مستخلص البن الأخضر. وقد اشتملت المراجعة على دراسات حول أحماض الكلوروجينيك على حد سواء كمكون من مكونات القهوة وكمستخلص نقي مباشرة، واقتُرحت العديد من الآثار المفيدة، ولا سيما تحسين التمثيل الغذائي للجلوكوز والدهون، وكذلك النشاط المضاد للأكسدة والمضاد للالتهابات. لاحظت المراجعة أن الآثار الضارة المحتملة لكل من الاستهلاك قصير الأجل وطويل الأجل لأحماض الكلوروجينيك لم يتم التحقيق فيها بدقة بعد، وأن عدد الدراسات التي أجريت على البشر كان محدودًا حتى الآن.

## التاريخ
في أبريل وسبتمبر 2012، عرض«برنامج الدكتور أوز» التلفزيوني مستخلص البن الأخضر، وأجرى دراسته غير العلمية الخاصة لفعاليته. الضيفة في هذا العرض، ليندسي دنكان، تم تغريمها 9 ملايين دولار من قبل لجنة التجارة الفيدرالية لتقديم ادعاءات خادعة وغير مثبتة تتعلق بمنتجات البن الأخضر التي تم الترويج لها في برنامج الدكتور أوز.

## الجدل
أفادت مجلة فورتشن في يونيو 2014 أن فوائد استهلاك مستخلص حبوب البن الأخضر قد دُحضت إلى حد كبير من خلال الدراسات التي أُجريت حتى الآن، وأن مستخلص البن الأخضر كان موضوع إجراء قانوني من قبل لجنة التجارة الفيدرالية ضد شركة في فلوريدا وموضوع جلسات استماع مجلس الشيوخ ضد الإعلان المضلل عن منتجات إنقاص الوزن.
في مايو 2014، اتهمت لجنة التجارة الفيدرالية الشركات المصنعة لمنتج يسمى قهوة نقية خضراء والتي تتخذ من فلوريدا مقراً لها بخداع المستهلكين بمزاعم فقدان الوزن. وقالت لجنة التجارة الفيدرالية أن الاعتماد على دراسة فينسن كان مخادعًا لأن الثغرات المنهجية الخطيرة تجعل نتائجها غير موثوقة.
في 17 يونيو 2014، عقدت لجنة فرعية بمجلس الشيوخ الأمريكي حول العلوم، ولجنة النقل جلسات استماع لمناقشة منتجات إنقاص الوزن وحماية المستهلك. خلال جلسات الاستماع، كان مستخلص البن الأخضر يُستشهد في كثير من الأحيان كمثال على منتج «زائف» يباع للمستهلكين. .عندما دافع الدكتور اوز عن تأييده لمستخلص البن الأخضر وغيرها من منتجات إنقاص الوزن في برنامجه، ذكرت السيناتور كلير مكاسكيل أن «المجتمع العلمي يكاد يكون متفق ضدك من حيث فعالية المنتجات الثلاثة التي تسميها المعجزات.»  أثناء الجلسة قال الدكتور أوز: «أنا بالفعل أؤمن شخصياً بالأصناف التي أتحدث عنها في البرنامج. أنا أدرسها بحماس. أدرك أنها لا تملك حشدًا علميًا لتقديمها كحقيقة ولكن مع ذلك سأقدم للجمهور النصيحة الأولى فأنا أعطي عائلتي طوال الوقت من هذه المنتجات، وعلى وجه التحديد تلك التي ذكرتها، فأنا مرتاح لهذا الجزء.» قال إنه يؤمن بها «كعكازات قصيرة المدى، وحتى عائلته قامت بتجربتهم. ولكن لا يوجد حبة معجزة طويلة المدى من دون اتباع نظام غذائي وممارسة التمارين الرياضية».